# 三間穴
三間穴（さんかんけつ）は、手の陽明大腸経に所属する3番目の経穴である。同経の兪木穴である。

## 部位
第2中手指節関節の上、橈側陥凹部に取穴する。

## 名前の由来
間は間隙で、手の第二指指節関節の後陥凹部にある三番目の経穴として名づけられた。

## 効能
目痛、歯痛、咽喉腫痛、手指及手背腫痛、鼻血、口唇口乾、嗜眠、腹満、腸鳴下痢に効く。